# Endrio Leoni
Endrio Leoni (Dolo, Venècia, Veneto, 22 d'agost de 1968) és un ciclista italià, que fou professional entre 1990 i 2002. Bon esprintador, en el seu palmarès destaquen, per damunt de tot, quatre victòries d'etapa al Giro d'Itàlia i una a la Volta a Espanya. La seva carrera esportiva va finalitzar amb una suspensió de mig any per dopatge.

## Palmarès
- 1989
  - 1r a la Vicenza-Bionde
- 1990
  - Vencedor d'una etapa a la Ruota d'Oro
- 1992
  - Vencedor de 2 etapes al Giro d'Itàlia
  - Vencedor d'una etapa a la Setmana Internacional de Coppi i Bartali
  - Vencedor d'una etapa a la Setmana Ciclista Llombarda
- 1993
  - Vencedor d'una etapa a la Tirrena-Adriàtica
  - Vencedor d'una etapa al Giro de la Pulla
- 1994
  - Vencedor de 2 etapes al Giro d'Itàlia
  - Vencedor d'una etapa a la Volta a Espanya
  - Vencedor d'una etapa a la Ruta Mèxic
- 1997
  - 1r al Giro del Llac Major
  - Vencedor d'una etapa a la Tirrena-Adriàtica
  - Vencedor d'una etapa a la Volta als Països Baixos
- 1998
  - Vencedor d'una etapa al Giro de la Província de Reggio de Calàbria
- 1999
  - 1r al Gran Premi de la costa dels Etruscs
  - Vencedor d'una etapa a la Volta a Portugal
- 2000
  - 1r al Gran Premi de Denain
  - 1r al Grote Scheldeprijs
  - 1r al Poreč Trophy 1
  - 1r al Poreč Trophy 2
  - Vencedor d'una etapa a la Volta a Múrcia
- 2001
  - 1r al Grote Scheldeprijs
  - Vencedor de 3 etapes a la Volta a l'Algarve
  - Vencedor de 2 etapes a la Tirrena-Adriàtica
  - Vencedor d'una etapa a la Volta a Múrcia
  - Vencedor d'una etapa a la Volta a Castella i Lleó
- 2002
  - Vencedor de 2 etapes a la Volta a Andalusia

### Resultats a la Volta a Espanya
- 1994. Abandona. Vencedor d'una etapa
- 1997. Abandona
- 1999. No surt (3a etapa)
- 2000. Abandona
- 2001. Abandona (5a etapa)

### Resultats al Giro d'Itàlia
- 1991. 133è de la classificació general
- 1992. Abandona. Vencedor de 2 etapes
- 1993. 106è de la classificació general
- 1994. Abandona. Vencedor de 2 etapes.  Porta la màglia rosa durant 1 etapa
- 1997. Abandona (10a etapa)
- 1998. Fora de control (17a etapa)
- 1999. Abandona (14a etapa)
- 2001. No surt (17a etapa)